# Tiziano Sclavi

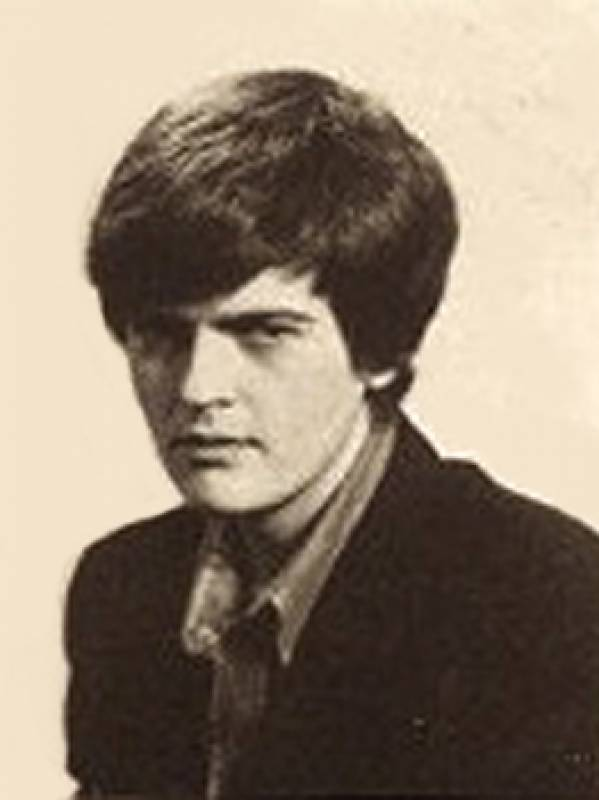
Tiziano Sclavi

Tiziano Sclavi (* 3. März 1953 oder 3. April 1953 in Broni, Provinz Pavia, Italien) ist ein italienischer Autor, Comicautor und Journalist. Besondere Bekanntheit erlangte der Autor von zehn Romanen durch den Comic Dylan Dog, der auch verfilmt wurde.

## Leben und Werk
Sclavi schrieb zahlreiche Beiträge für diverse Zeitschriften und Zeitungen. Seine Comiclaufbahn begann er als Co-Autor von Alfredo Castelli bei dessen Serie Gli Aristocratici. Im Jahr 1981 wurde Sclavi Redakteur bei Cepim, dem späteren Verlagshaus Sergio Bonelli Editore. Dort schrieb er Szenarien für die Serien Zagor, Mister No und Ken Parker. Mit Dylan Dog schuf er im Jahr 1986 seine bekannteste Figur. Die von diversen Zeichnern gezeichnete Comicserie handelt von einem Londoner Privatdetektiv und ist auch außerhalb Italiens sehr erfolgreich.
Sclavi ist der Autor von insgesamt zehn Romanen, von denen drei auch verfilmt wurden: Nero mit Sergio Castellitto und Chiara Caselli wurde im Jahr 1992 herausgebracht, DellaMorte DellAmore mit Rupert Everett erschien im Jahr 1994. Die Comicverfilmung Dylan Dog: Dead of Night kam 2010 in die Kinos.
Auf Deutsch sind von Sclavi Abenteuer aus der Serie Dylan Dog bei den Verlagen Carlsen und Schwarzer Klecks veröffentlicht worden. Er wurde 1990 auf dem Comicfestival in Lucca mit dem Yellow Kid ausgezeichnet.